# 사청역
사청역(중국어: 沙城站)은 중국 허베이성 장자커우시 화이라이현 사청진에 위치한 철도역으로, 징바오 철로(구 징장 철로), 펑사 철로, 사웨이 철로가 합류하는 허베이성 서북부의 중요한 철도역이다. 1909년에 건립되었으며, 베이징 철로국 장자커우 차무단이 관할한다. 징바오 철로 베이징 북역 방면의 비전철화 구간을 제외한 본역의 상하 노선이 모두 전철화되어 있다.

## 역사
- 1909년, 징장 철로 개통과 함께 이 역이 처음 설치되었다.
- 1955년, 펑사 철로 개통되면서, 사청역은 징바오 철로와 펑사 철로의 교차점이 되었다.
- 1966년, 사청역을 중건했다. 징바오 철로의 1개 구간역이 되었다.
- 1972년, 펑사 철로가 복선화 되었고, 사청역은 점차 중요한 철도 중심지가 되었다.
- 2003년 7월 31일, 사웨이 철로가 완공되면서, 사청역은 3개 철도 노선이 합류하는 역이 되었다.

- 2018년 4월 10일, 원래 관거우 구간을 통과하던 국철 여객열차는 모두 본역에서 펑사-사웨이 철도를 우회하여 운행하였는데, 징바오 철도 관거우 구간에는 베이징 교외철도 S2선만 이곳에서 운행하게 되었다. 본 역은 현재도 국철 열차가 징바오 철도에 출입하는 첫 번째 역이 되었다.

## 역 구조
사청역에는 상대식 승강장 1개와 섬식 승강장 1개 등 2개의 승강장이 있다. 상대식 승강장이 대합실과 연결되어 있다. 사청역의 개집표기에는 S2선에 사용가능한 베이징 시정교통 이카통 카드결제기가 설치되어 있다.

## 열차 출발

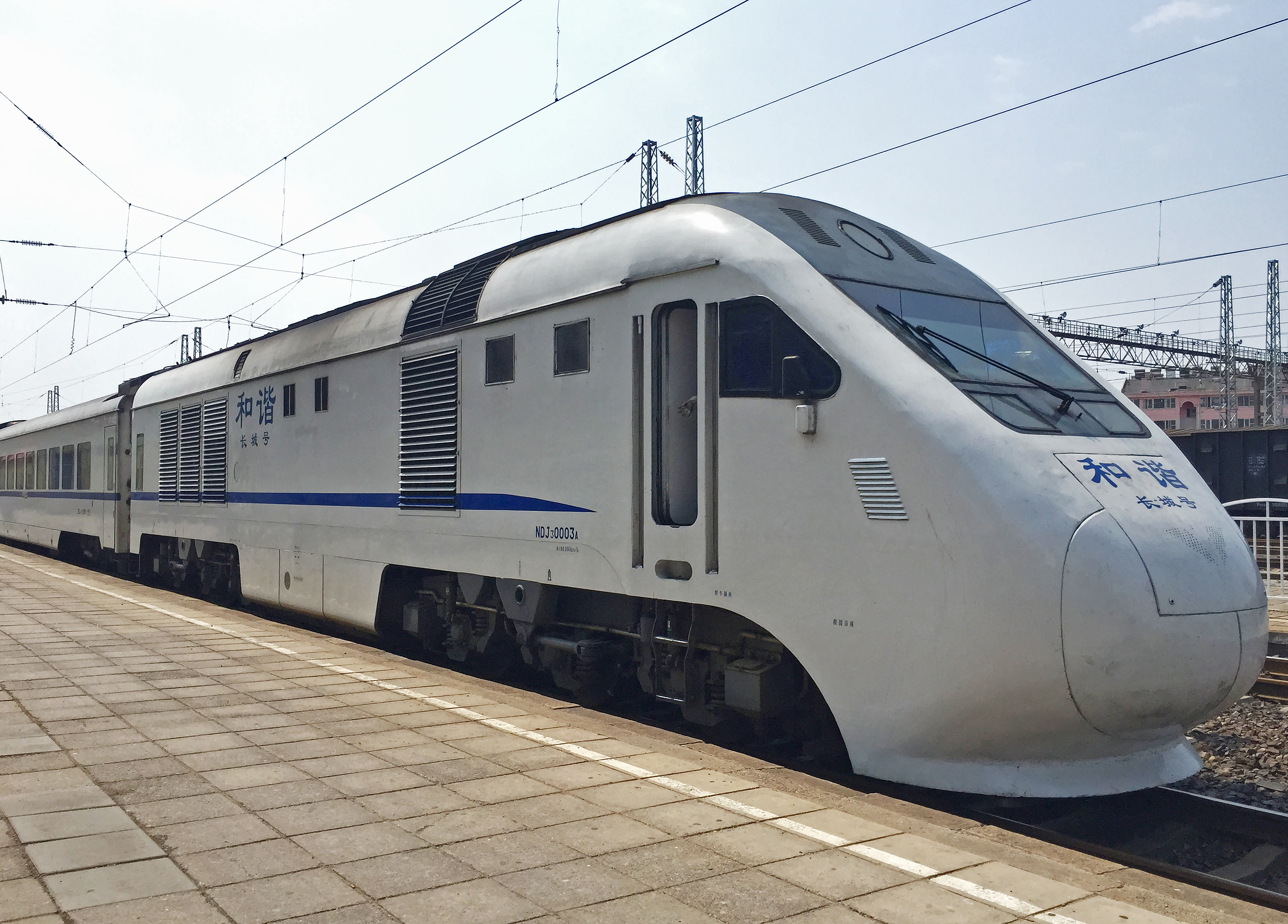
사청역 1번 승강장에 정차한 S287차 열차

2012년 12월 21일부터 매주 금,토,일,월, 공휴일 및 공휴일 전후 1일 동안 베이징 교외철도 S2선 열차가 사청역에서 출발한다. 차량 번호는 S288차이고, 발차 시간은 10:35이며, 베이징 북역행 막차 시간은 12:40이다. 2013년 2월 말부터 4월 말까지 1일 1쌍으로 늘리고, 2013년 5월 1일부터는 신차 2편성이 들어서 1일 2쌍으로 늘릴 계획이다.

## 인접역
| 중국 철로                       | 중국 철로               | 중국 철로                       |
| ------------------------------- | ----------------------- | ------------------------------- |
| 투무역 베이징 북 방면           | ← 7km 징바오 철로 9km → | 신바오안역 바오터우 방면        |
| 싱자부역 펑타이 방면            | ← 10km 펑사 철로        | 시·종착역                       |
| 시·종착역                       | 사웨이 철로 8km →       | 화이라이 남역 추이자자이징 방면 |
| 캉좡 베이징 북 방면 황투뎬 방면 | 베이징 교외철도 S2선    | 시·종착역                       |